# Rapid Prototyping

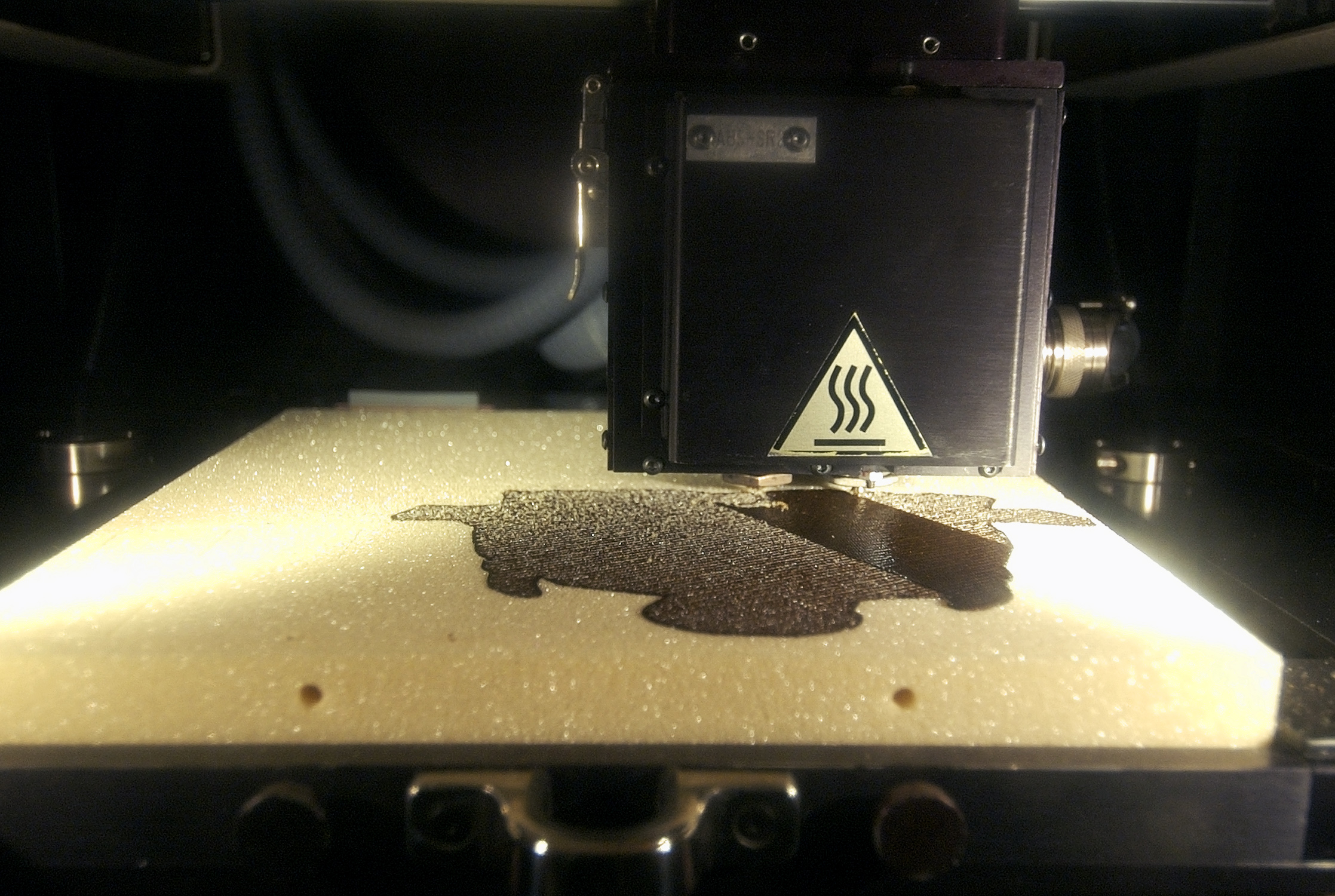
Beginn der Fertigung eines Prototyps

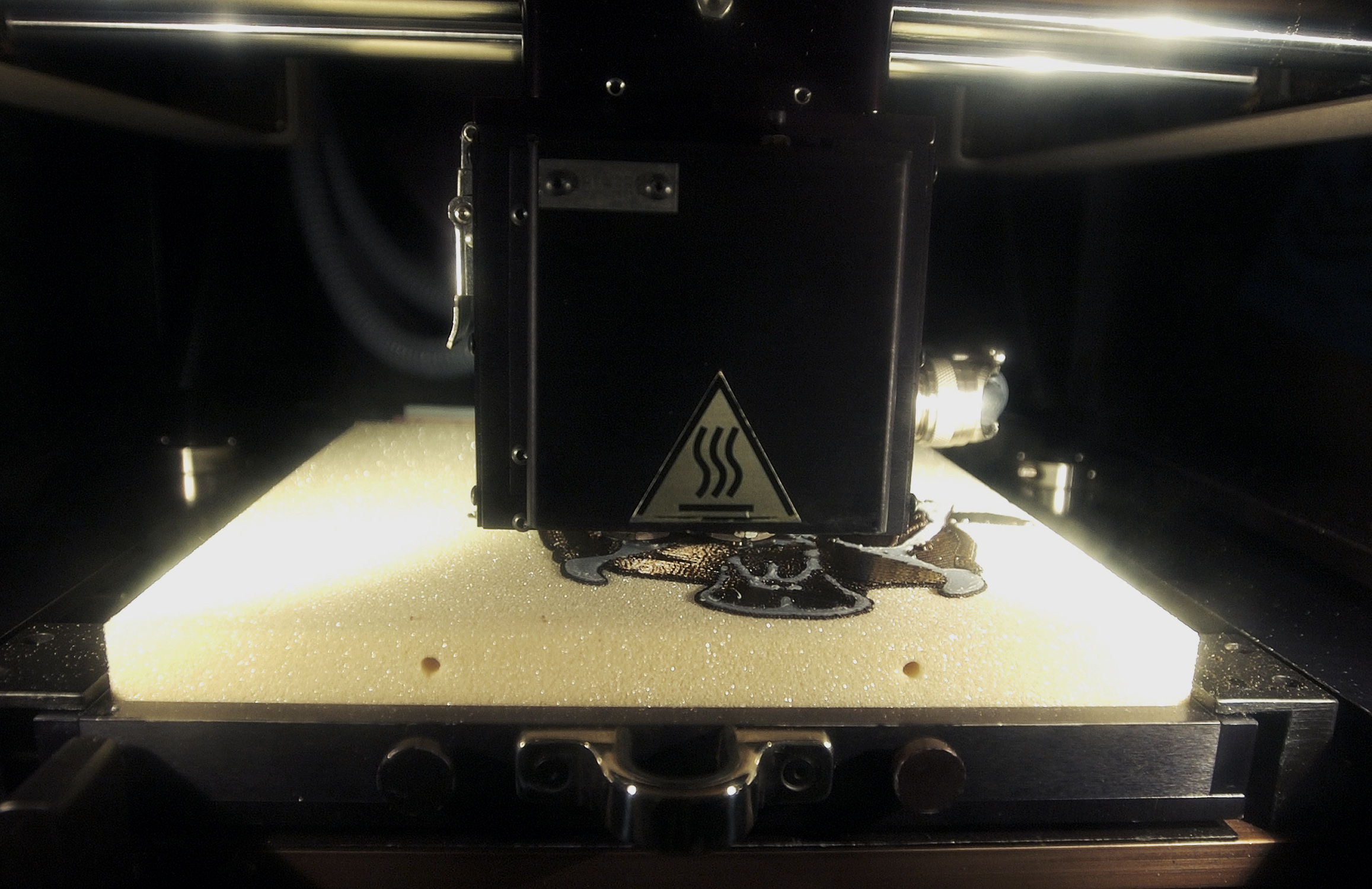
Der Kunststoff wird aufgetragen.

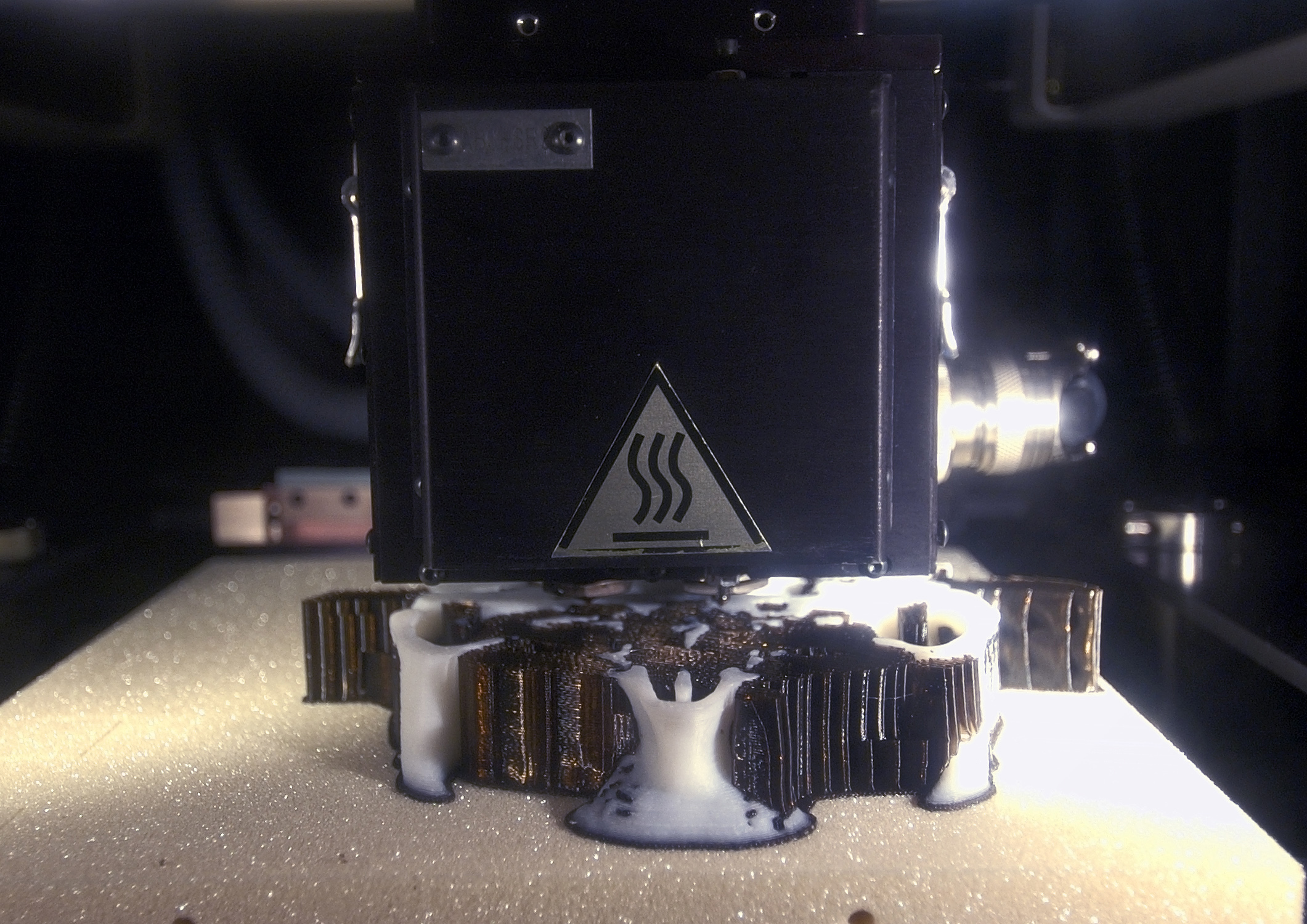
Modell fast fertig

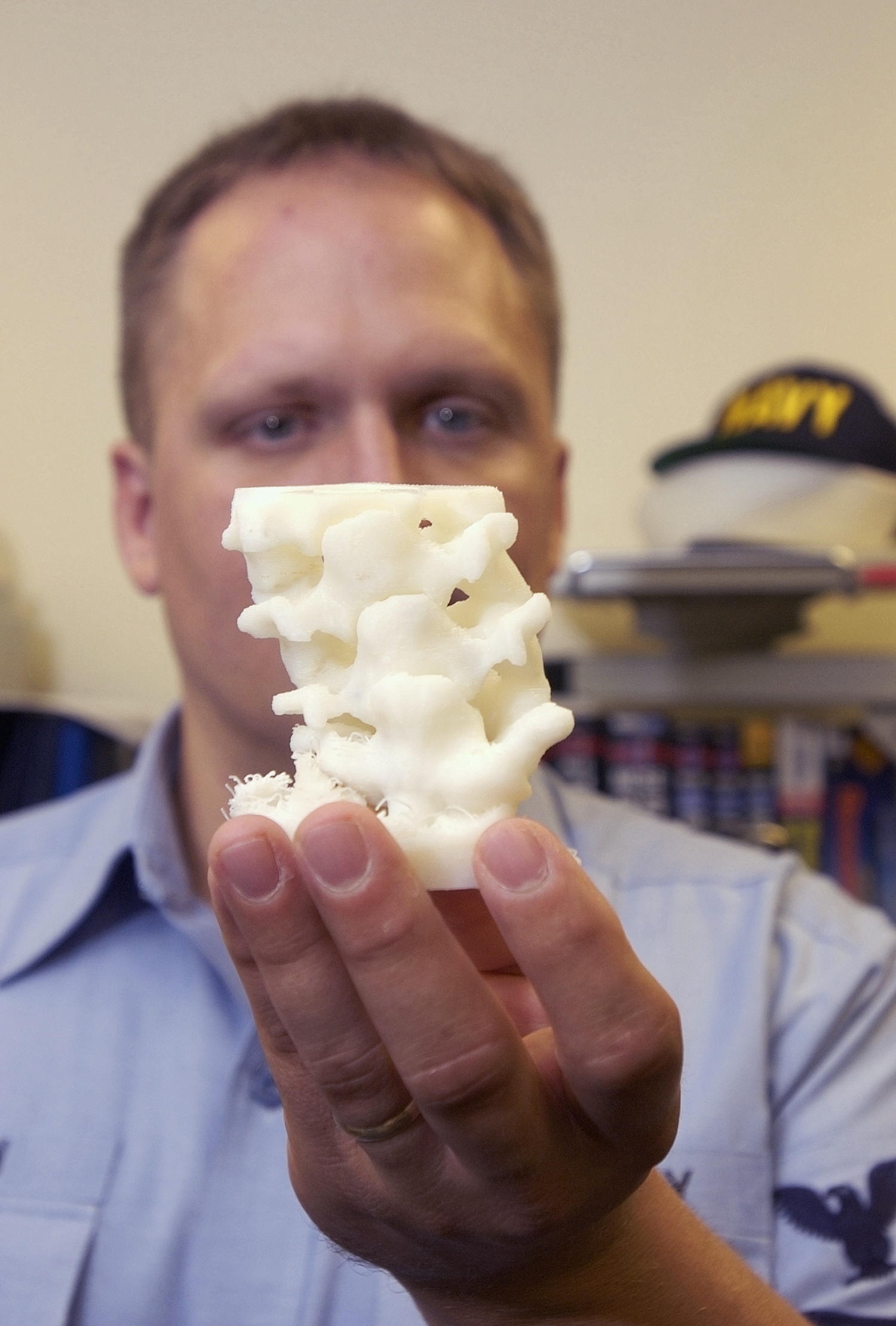
Das Endergebnis: Ein Modell der Wirbelsäule, das mit Daten aus dem MRT erschaffen wurde.

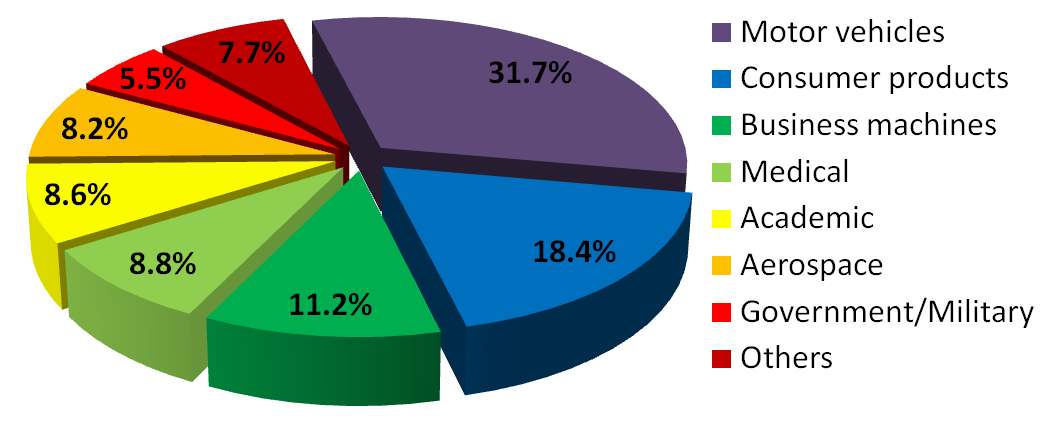
Rapid Prototyping weltweit (Daten aus dem Jahr 2000)

Rapid Prototyping (englisch; übersetzt „schneller Modellbau“) ist der Überbegriff über verschiedene Verfahren zur schnellen Herstellung von Musterbauteilen ausgehend von den Konstruktionsdaten.

## Abgrenzung zu anderen Rapid-Anwendungen
Die meisten Verfahren des Rapid Prototyping – außer z. B. der Polyamidguss – fallen unter die additive Fertigung, weil sie mit schichtweisem Materialauftrag ohne Verwendung einer Form arbeiten. Rapid Prototyping bezeichnet die Art der Anwendung näher: Während Rapid Tooling die Herstellung von Werkzeugen und Rapid Manufacturing die Herstellung von Bauteilen und Fertigprodukten bezeichnet, bezeichnet Rapid Prototyping die Erstellung von Prototypen und Modellen.

## Verfahren
Abgesehen vom Polyamidguss sind Rapid-Prototyping-Verfahren Fertigungsverfahren, die das Ziel haben, vorhandene CAD-Daten möglichst ohne manuelle Umwege oder Formen direkt und schnell in Werkstücke umzusetzen. Für die additiv aufbauende Verfahrensgruppe wird zumeist als Datenschnittstelle das STL-Format genutzt. Die unter dem Begriff des Rapid Prototyping seit den 1980er Jahren bekannt gewordenen Verfahren sind in der Regel Urformverfahren, die das Werkstück schichtweise aus formlosem oder Form-neutralem Material unter Nutzung physikalischer und/oder chemischer Effekte aufbauen.
Für das Rapid Prototyping werden unter anderem die folgenden Verfahren eingesetzt:
| Verfahren                           | Werkstoffe                                                                                |
| ----------------------------------- | ----------------------------------------------------------------------------------------- |
| Elektronenstrahlschmelzen (EBM)     | Metalle                                                                                   |
| Fused Deposition Modeling (FDM)     | ABS, Polylactide, PLA, PETG, „Nylon“                                                      |
| Laminated Object Modelling (LOM)    | Papier, Kunststoffe, Keramik oder Aluminium                                               |
| Laser Engineered Net Shaping (LENS) | Metalle                                                                                   |
| Multi Jet Modeling (MJM)            | wachsartige Thermoplaste, UV-empfindliche Photopolymere, Sand, Metall-Pulver, Glas-Pulver |
| Polyamidguss                        | Polyamide                                                                                 |
| Selektives Laserschmelzen (SLM)     | Metalle, Kunststoffe, Keramiken                                                           |
| Selektives Lasersintern (SLS)       | Thermoplaste: Polycarbonate, Polyamide, Polyvinylchlorid, Metalle, Keramiken              |
| Space Puzzle Molding (SPM)          | Kunststoffe                                                                               |
| Stereolithografie (SL oder SLA)     | flüssige Duromere oder Elastomere                                                         |
| Binder Jetting (3D-Drucken)         | Pulver und Granulate                                                                      |

In Verbindung mit weiteren modernen Technologien wie zum Beispiel dem Reverse Engineering (Digitalisieren), dem CAD, der virtuellen Realität sowie modernen Werkzeugbauverfahren wird die Verfahrenskette innerhalb der Produktentwicklung auch als Rapid Product Development bezeichnet. Diese ist ein Teilgebiet der Produktionsautomatisierung.
In der Vergangenheit wurde die Bezeichnung „Rapid Prototyping“ auch als Überbegriff über die verschiedenen additiven Fertigungsverfahren benutzt. Neben „Rapid Prototyping“ wurden aber auch Begriffe wie generative Fertigungsverfahren, Schichtbaufertigung, Freeform Fabrication, Desktop Manufacturing, Layer Manufacturing Technology, Advanced Digital Manufacturing (ADM), E-Manufacturing usw. verwendet. Inzwischen haben sich jedoch als Überbegriff „Additive Fertigung“, „additive Fertigungsverfahren“ und „3D-Druck“ durchgesetzt.
Durch dieses mittlerweile stark angewachsene Einsatzspektrum generativ gefertigter Bauteile werden auch immer neue Anforderungen an generativ gefertigte Bauteile gestellt, die durch Folgetechnologien bei generativen Verfahren wie die Oberflächentechnik gelöst werden können. So ist es durch abtragende Verfahren wie das Sandstrahlen oder das Gleitschleifen möglich, die durch den Bauprozess bedingten Stufen einzuebnen. Auch ist es möglich, die generativ gefertigten Werkstücke zu lackieren oder zu metallisieren.